# إميل كويلو
إميل كويلو (بالإسبانية: Emil Cuello) هو لاعب كرة قدم أرجنتيني في مركز الوسط، ولد في 2 يناير 1997 في بوينس آيرس في الأرجنتين. لعب مع لوس أنجلوس غلاكسي.

## وصلات خارجية
- إميل كويلو على موقع الدوري الأمريكي (الإنجليزية)
- إميل كويلو على موقع قاعدة بيانات كرة القدم.إي يو (الإنجليزية)
- إميل كويلو على موقع Soccerway.com (الإنجليزية)
- إميل كويلو على موقع عالم كرة القدم.نت (الإنجليزية)